# مركز التوظيف (فرنسا)

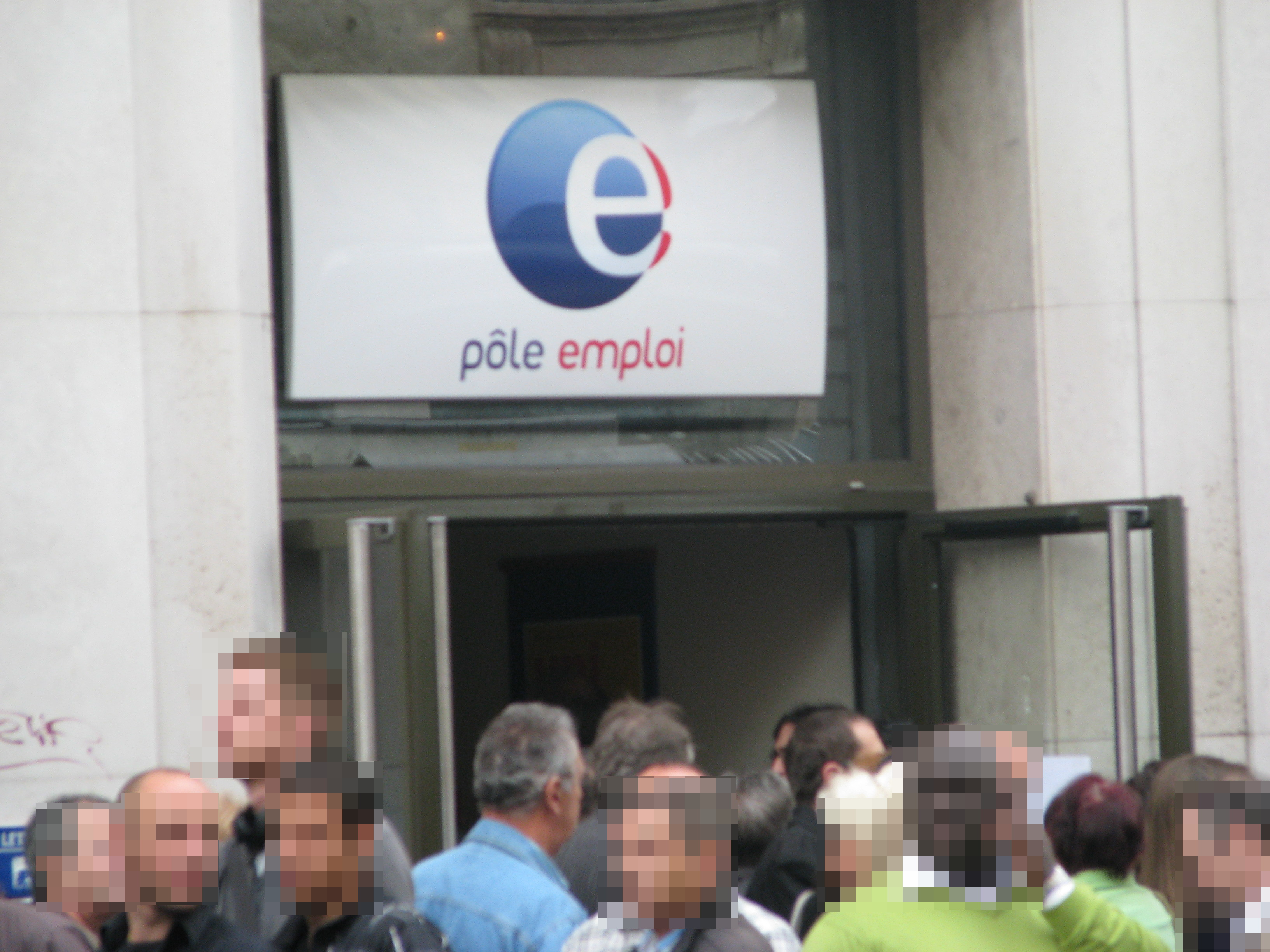
مكتب العمل في مدينة ليون

مركز التوظيف (بالفرنسية: Pôle emploi) يعرف مركز التوظيف بأنه مؤسسة إدارية عامة مسؤولة عن التوظيف في فرنسا، أُنشأت في 20 ديسمبر 2008م، نتيجة الاندماج بين وكالة التوظيف الوطنية وجمعية العمالة في الصناعة والتجارة.

## التأسيس
أنشأت بمقتضى القانون 2008-126 المؤرخ بـ 13 فبراير 2008م بشأن إصلاح تنظيم خدمة التوظيف العامة. وهي مؤسسة عامة وطنية، مذكورة في المادة 5312-1 من قانون العمل  وتم اختيار اسم مركز التوظيف في أكتوبر 2008م ، وهو مؤسسة مخصصة ذات استقلالية مالية، وموظفوه من أصحاب الوضع الخاص، باستثناء أولئك الذين ينتمون إلى هيئات عامة سابقة. منذ 1 أبريل 2010م، انضم حوالي 9003 متخصص من جمعية التدريب المهني للكبار إلى مكتب العمل الفرنسي، وفقًا لقانون 24 نوفمبر 2009 بشأن التوجيه والتعلم مدى الحياة. الموظفون هم بشكل أساسي أخصائيون نفسيون. وهم يشكلون «فرق توجيه متخصصة» موزعة على الأراضي الحضرية، وفقًا للتكوينات المختلفة (في الوكالات وعلى منصات الخدمة وما إلى ذلك).

## التاريخ
أعلن نيكولا ساركوزي خلال الحملة الانتخابية لعام 2007، أن دمج وكالة التشغيل الوطنية  وغرفة الصناعة والتجارة أصبح ساري المفعول بموجب قانون 13 فبراير 2008 المتعلق بإصلاح خدمة التوظيف العامة. وكان الهدف المعلن هو أن يصبح للباحثين عن عمل جهة اتصال واحدة (في البداية سميت «بالمرجع الواحد» وتم الاحتفاظ بمصطلح «المستشار الشخصي» في الآخر) لإدارة عروض العمل. وبالنظر إلى أن وكالة التشغيل الوطنية كانت مؤسسة عامة ذات صبغة إدارية في حين أن غرفة الصناعة والتجارة مسيرة بقانون خاص يديرها أرباب العمل والمنظمات النقابية بشكل مشترك، اعتبر بعض النقاد أن هذا الدمج يؤدي قبل كل شيء إلى تعزيز إشراف الدولة على قطاع يُدار تاريخياً بطريقة مستقلة نسبياً من قبل الشركاء الاجتماعيين.
يعمل مكتب العمل أيضًا دوليًا، من خلال مجموعة من الخدمات لمرشحي التنقل الأوروبيين والدوليين والشركات التي توظفهم. تقدم شبكة مكتب العمل الدولية 30.000 إلى 40.000 عرض سنويًا في أوروبا وعلى المستوى الدولي.

## الوظائف
لدى مكتب العمل ثلاث مهام أساسية و هي : 

### خدمة التوظيف
عمل قوائم للباحثين عن عمل، وتحديثها بشكل مستمر. يتم استخدام أدوات مختلفة لهذا الغرض مثل التسجيل، والذي يتم عمله حصريا على الإنترنت منذ 1 مارس 2016، عقد مقابلات بعد التسجيل لنقاش خطة عمل الباحث عن عمل واستشراف المشاكل التي قد يواجهها للاستعداد لها بشكل أفضل، دعم لكل باحث عن عمل في البحث عن وظيفة (4.1 مليون عائد على العمل في عام 2017 تنفيذ مجلس التنمية المهنية (CEP) لتمكين العمال من تقييم وضعهم المهني وتعبئة الأدوات المختلفة: تقييم المهارات، والتدريب، وورش العمل، والخدمات اللامركزية، والمواقف المهنية دعم الباحثين عن عمل الراغبين في تولي أو إنشاء عمل تجاري. من أجل ذلك، يقدم مكتب العمل ورش عمل أو خدمات تهدف إلى إضفاء الطابع الرسمي على طموحات الباحث عن عمل وبدء «خطة عمل»، والتمويل. في عام 2016، تم دعم 90.000 باحث عن عمل كجزء من مشروع إنشاء الأعمال. مراقبة التحديثات الشهرية وتعزيز الرقابة على البحث عن عمل، للتحقق من أن الباحثين عن عمل المسجلين يبحثون عن وظيفة.

### خدمة الشركة
- التنقيب في سوق العمل عن طريق الذهاب إلى الشركات غير المسجلة حتى الآن.
- مساعدة الشركات المسجلة بالفعل في عمليات التوظيف المحددة أو الحالية أو المحتملة (استخدمت 403000 مؤسسة خدمات مركز التوظيف في عام 2017). منذ يونيو 2015، وفر مكتب العمل 4300 مستشارًا مخصصًا للشركات، من أجل تقليل الوقت الذي يستغرقه لملء الوظائف الشاغرة، تحليل الوصف الوظيفي المساعدة في كتابة الإعلان الاختيار المسبق وإرسال الطلبات المستهدفة، المستخرجة من تجمعات الباحثين عن عمل.
- يحلل نادي الموارد البشرية الأرقام كل عام ومدى ملاءمة عرض العمل / الردود المقدمة

### خدمة التعويضات
المشاركة في عملية التسجيل، من خلال اجتماع متخصص، حصرا لتشكيل ملف طلب التخصيص حساب ودفع بدلات الباحثين عن عمل الذين تم تعويضهم (تم معالجة 9.9 مليون ملف طلب بدل في عام 2017) العلاقة بين مكتب العمل واللاعبين الآخرين في المراقبة الاجتماعية. حساب ودفع المساعدة المالية لمنشئي أو مشتري الشركات.
يتوفر نوعان رئيسيان من المساعدة :
- مساعدة لتولي أو إنشاء شركة، والتي تمكن الباحثين عن عمل من الحصول على جزء من حقوق إعانة البطالة التي يتلقونها في شكل دفع. هذه المساعدة متاحة للباحثين عن عمل الذين أنشأوا أو استولوا على أعمالهم بعد إنهاء عقد عملهم 24
- العودة إلى المساعدة في العمل، والتي تسمح أيضًا للباحثين عن عمل بدمج إعانات البطالة مع أي دخل من أعمالهم. تم تمديد هذه المساعدة من 15 إلى 24 شهرًا بعد دخول اتفاقية التأمين ضد البطالة الجديدة، التي تم التصديق عليها في 1 أكتوبر 2014 للرد على هذه المهام، أنشأ مكتب العمل العديد من خدمات الهاتف، الرقم المختصر المخصص للباحثين عن عمل، والذي يسمح لك بتحديث معلوماتك